# Ivan Goran Kovačić

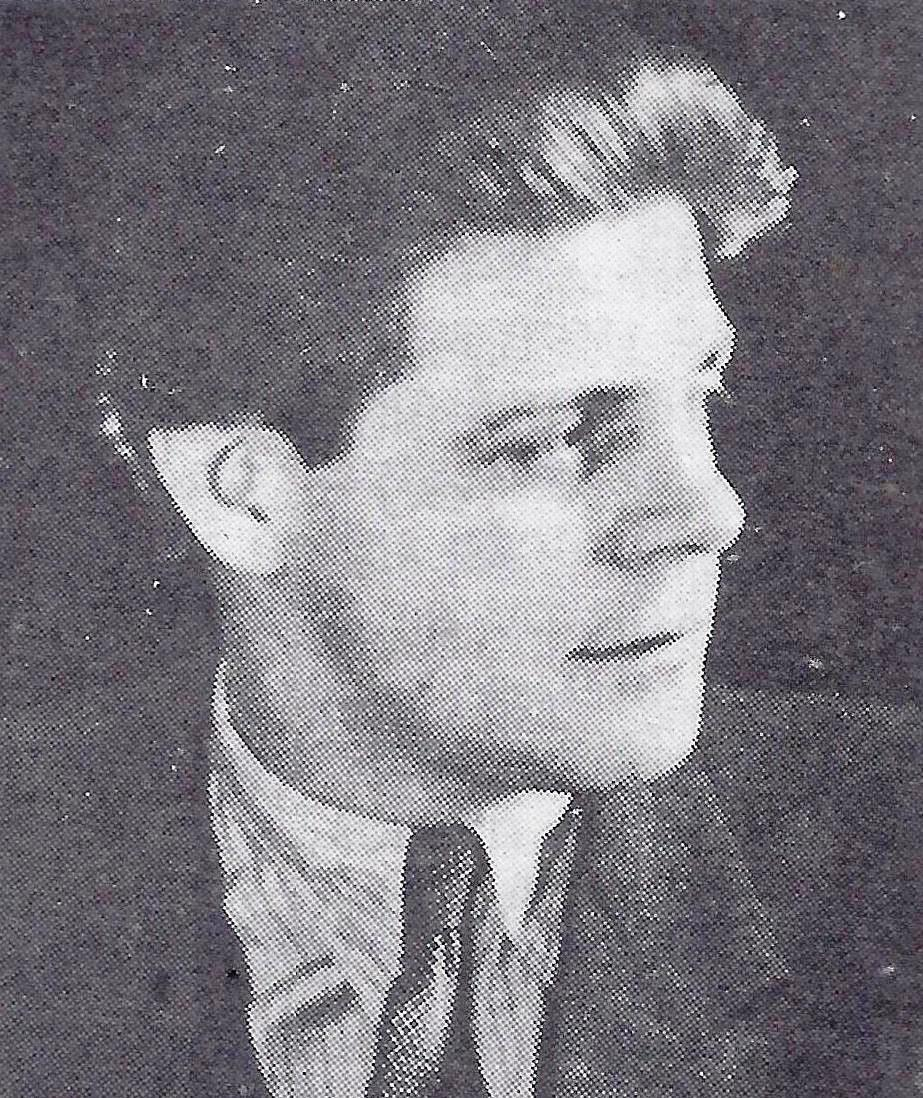
Ivan Goran Kovačić

Ivan Goran Kovačić (* 21. März 1913 in Lukovdol bei Vrbovsko; † 13. Juli 1943 in Vrbnica bei Foča) war ein jugoslawischer Schriftsteller.

## Leben
Der Kroate mütterlicherseits jüdischer Herkunft Ivan Kovačić stammte aus den Gorski kotar, einer bewaldeten Gebirgsgegend Kroatiens. Da ihn diese Gegend sehr geprägt hat, gab er sich den Beinamen Goran. Er verlor früh seinen Vater, sodass er mit seiner Mutter und dem jüngeren Bruder in Armut leben musste. Nach dem Besuch der Volksschule in seinem Geburtsort besuchte er von 1923 bis 1926 das Gymnasium in Karlovac, anschließend das Gymnasium in Zagreb, wo er 1932 maturierte. In Zagreb studierte er bis 1936 Slawistik, machte aber keinen Abschluss.

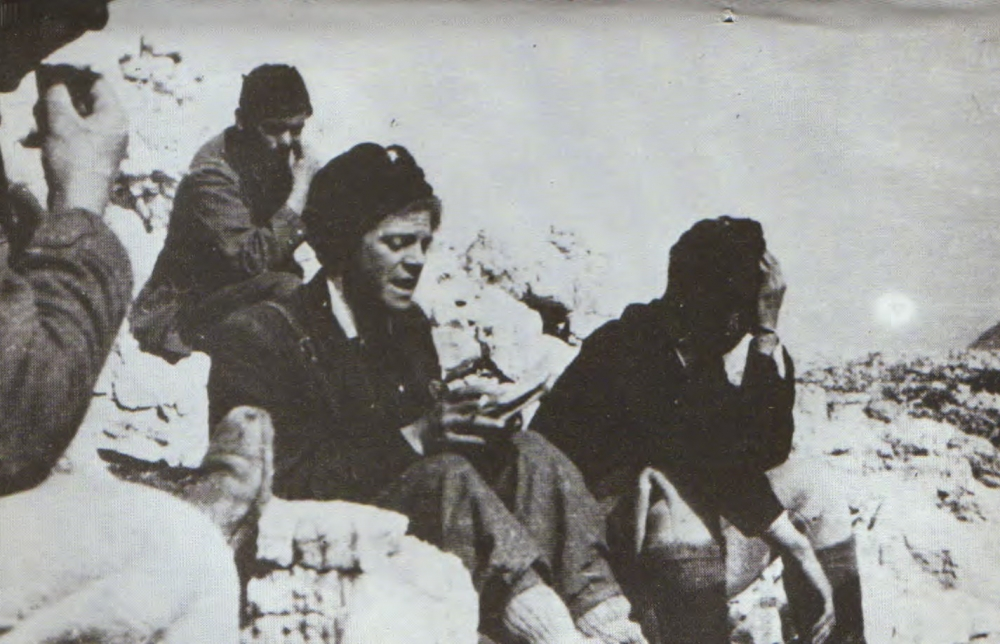
Kovačić bei den Partisanen (1943)

Er begann als Korrektor beim Hrvatski dnevnik, wurde später dann dort Redakteur. Nachdem er 1938 lungenkrank wurde, bemühte er sich 1940 Kulturattaché in Bukarest zu werden, was aber misslang. Stattdessen wurde er Redakteur bei der Zeitung Novosti, die aber 1941 eingestellt wurde. Im Unabhängigen Staat Kroatien wurde er zunächst zum Leiter der Post in Foča bestimmt, es gelang ihm aber eine Anstellung in einem Buchverlag zu bekommen. 1942 ging Kovačić gemeinsam mit Vladimir Nazor zu den kommunistischen Tito-Partisanen. Kovačić wurde während der Schlacht an der Sutjeska in Vrbnica bei Foča von nationalistischen serbischen Tschetniks gefangen genommen und brutal ermordet. Sein Grab ist unbekannt.

## Werke
Kovačić verfasste Gedichte, Erzählungen und Essays. Er schildert das harte und unbarmherzige Schicksal der Menschen seiner Heimat, des Gorski kotar. Am bekanntesten wurde sein Poem Jama, eine leidenschaftliche Anklage gegen die Schrecken des Krieges, das in seiner Zeit bei den Partisanen entstanden ist, und das in viele Sprachen übersetzt wurde. Auch Pablo Picasso wurde durch das Werk inspiriert.
- Lirika, Zagreb 1932
- Dani gnjeva, Novellen, Zagreb 1936
- Der große Rächer, Erzählung, dt. 1942
- Hrvatske pjesme partizanke, Šuma Javornica 1943
- Jama, Poem, Bari 1944 (dt. Das Massengrab, Zagreb 1962)
- Ognji i rože, Zagreb 1945
- Djela, 7 Bde., Zagreb 1946–49
- Izabrana djela, Zagreb 1975
- Sabrana djela, 5 Bde., Zagreb 1984

## Nachleben
1993 brachte die kroatische Post eine Briefmarke zu Ehren des Dichters heraus. Eine Schule in Slavonski Brod ist nach ihm benannt, ebenso der Akademische Chor in Zagreb. An seinem Geburtshaus in Lukovdol befindet sich eine Gedenktafel und daneben ein Denkmal. Hier findet alljährlich am Geburtstag des Schriftstellers die Veranstaltung Goranovo proljeće statt.